# Az idegrendszer fejlődése
Az idegrendszer fejlődése segítséget nyújt az idegrendszer különböző részei egymáshoz való viszonyának megértéséhez és felidézéséhez, valamint sok esetben arra is magyarázattal szolgál, hogy a különböző idegpályák hogyan jutnak be a szürkeállomány központi részeibe.

## Korai  fejlődés
Az idegrendszer képződése előtt az embrióban három sejtréteg differenciálódik. A legbelső réteg a belső csíralemez (entoderma/endoderma), amelyből a gyomor-béltraktus, a tüdők és a máj képződik. A középső csíralemez (mezoderma) származékai az izomszövet, a kötőszövet és a  érrendszer.  A harmadik, legkülső réteg a külső csíralemez (ektoderma) hengerhámból áll, és ebből származik az egész idegrendszer. A fejlődés harmadik hete során az ektoderma az embrió dorzális felszínét és a velőlemezt (lamina neuralis) alkotja. A velőlemezen kialakul egy hosszanti velőbarázda (sulcus neuralis), majd mindkét szélén létrejön a velősánc (plica neuralis). A kétoldali velősánc összeolvad és létrejön a velőcső (tubulus neuralis). Később a velőcső besüllyed az ektoderma felszíne alá. Miközben a velőlemez betüremkedik a velőbarázda képzésére, a velőlemez oldalsó szélét képező sejtek nem kerülnek be a velőcsőbe, hanem egy  ektodermális csíkot, a ganglionlécet (crista neuralis) képezik. Ezekből alakulnak ki az idegdúcok és a mellékvese velőállománya. A velőcső elülső végén a sejtek szaporodása a velőcső kitágulását eredményezi, és kialakul három elsődleges agyhólyag: az előagy hólyag (prosencephalon), a középagy hólyag (mesencephalon), és az utóagy hólyag (rhombencephalon). A cső többi része megnyúlik, kisebb átmérőjű marad és a gerincvelőt képezi. A velőcsőben a sejtek további differenciálódását az egyik sejtcsoportnak egy másik sejtcsoporttal kialakuló induktív kölcsönhatásai hozzák létre.

## A  gerincvelő fejlődése
A velőcső fala magas, egyrétegű, többmagsoros hengerhámból áll, amelynek sejtjeit mátrixsejteknek nevezzük. Ezek ismételt osztódásai a velőcső hosszának és átmérőjének növekedését eredményezi. Az esetenként képződő korai neuroblasztok a perifériára vándorolnak és a köztes zónát (zona intermedia) alkotják. Ebből képződik a gerincvelő szürke állománya. A neuroblasztok nyúlványokat növesztenek és létrehozzák a széli zónát (zona marginalis). Ebből fejlődik a gerincvelő fehér állománya. Eközben a matrixsejtekből a neuroglia asztrocita és oligodendrocita sejtjei is létrejönnek.  A mikroglia sejtek a környező mezenchimából vándorolnak be az erek mentén. Az ependima sejtek a velőcső üregét határoló a mátrixsejtekből alakulnak ki. A velőcső ürege beszűkül, és egy sagittalis (dorzoventrális) hossztengelyű rést alkot, amelynek oldalfalai vastagok, de ventrálisan és dorzálisan egy vékony fenéklemez és egy vékony tetőlemez határolják. A velőcső oldalfalának intermedier zónája egy széles elülső megvastagodást, a bazális lemezt, és egy kisebb hátsó megvastagodást, az aláris lemezt hozza létre. A bazális lemez neuroblasztjaiból alakulnak ki a szürkeállomány elülső oszlopának mozgató (motoros) sejtjei, míg az aláris lemez neuroblasztjaiból a hátsó oszlop érző sejtjei jönnek létre.

## A motoros neuronok további fejlődése
A motoros neuronok középsíkhoz közelebbi (mediális) csoportja nagy, soknyulványú (multipolaris) mozgató sejteket alkot, amelyeknek axonja az elülső felszínén kilép a gerincvelőből és ellátja a test izomzatát (radix anterior (motoria) nervi spinalis).  A neuronok oldalsó (lateralis) csoportjából olyan axonok indulnak ki, amelyek kilépnek a gerincvelő elülső felszínén, mint idegdúc előtti (preganglionaris) autonóm rostok.

## Az érző pályarendszer első afferens neuronjának fejlődése
A pályarendszer első neuronjának sejttestei a gerincvelőn kívül helyezkednek el és a ganglionlécből származnak.  Néhány sejt neuroblasztokká defferenciálódik. Minden neuroblaszt két nyúlványt bocsát ki: A perifériás nyúlványok  oldalirányba nőnek ki, és az érző idegrostokra jellemző axonokká válnak. A centrális nyúlványok benőnek a fejlődő gerincvelő hátsó részébe, és vagy a szürkeállomány hátsó szarvában végződnek, vagy felszállnak a fehérállományon keresztül a magasabb agyi központok egyikéhez. Ezeknek a centrális nyúlványoknak az együttesét nevezzük a gerincvelői ideg hátsó, érző gyökerének (radix posterior (sensoria) nervi spinalis). A perifériás nyúlványok csatlakoznak az elülső gyökérhez, és együttesen képezik a gerincvelői ideget (nervus spinalis). A ganglionléc sejtjeinek egy részéből tok- (capsularis) vagy apród (satellita) sejtek képződnek.

## Az érző neuronok további fejlődése a szürkeállomány hátsó oszlopában
Azok a neuroblasztok, amelyek beléptek az alaris lemezbe, nyúlványokat fejlesztenek, amelyek belépnek a gerincvelő azonos oldalának széli (marginalis) zónájába (fehérállomány) , és vagy magasabb szintre szállnak fel, vagy alacsonyabb szintre szállnak le. Más idegsejtek a gerincvelő ellenoldalához küldenek nyúlványokat, ahol azok fel- vagy leszállnak változó távolságokra.

## Az agyhártyák fejlődése és a gerincvelő viszonya a gerinchez
Az agyhártyák, a (pia mater), a pókhálóhártya (arachnoidea mater), és a kemény agyhártya (dura mater) a velőcsövet körülvevő mezenchymából (sclerotom) fejlődnek ki. A pókhálóhátya alatti tér (spatium subarachnoideum) a mezenchymában képződő üregként jön létre, amely agy- gerincvelői folyadékkal (liquor cerebrospinalis) töltődik fel. A fogazott szalag (ligamentum denticulatum) a mezenyhma tömöttebbé váló részei hozzák létre. A méhen belüli (intrauterin) élet első két hónapjában a gerincvelő olyan hosszú, mint a gerinc. Ezután a fejlődő gerinc gyorsabban nő, mint a gerincvelő úgy, hogy születéskor a gerincvelő alsó vége a harmadik ágyéki (lumbalis) csigolya magasságában van. Felnőttben a gerincvelő alsó vége az első ágyéki csigolya teste alsó szélének szintjében van. A gerinc és a gerincvelő aránytalan hossznövekedése azt eredményezi, hogy a gerincvelő elülső és hátsó gyökerei a gerincvelő első ágyéki szelvénye alatt a gerinccsatornában leszállnak ahhoz, hogy elérjék a kilépésüknek megfelelő csigolyaközti lyukakat (foramen intervertebrale). Emellett a pia mater, amely a gerincvelő  farkcsonti (coccygealis) végét a farkcsonthoz rögzítette, ezzel lefelé nyúlik, mint karcsú, rostos köteg a gerincvelő alsó végétől a farkcsontig, és a végszálat (filum terminalét) alkotja. A gerincvelői idegek ferdén lefutó elülső és hátsó gyökerei és a filum terminale, amelyek így elfoglalják a gerinccsatorna alsó végét, együttesen alkotják az ún. lófarkat (cauda equina). Előbbiek alapján megérthettük, miért van a cauda equina a pókhálóhártya alatti (subarachnoidealis) téren belül, egészen leérve a második keresztcsonti (sacralis) csigolya szintjéig. Ez az a terület, a gerincvelő alsó végének, végkúpjának (conus terminalis) szintje alatt, ahol a gerinccsapolást (lumbalpunctio) el lehet végezni. A végtagkezdemények kifejlődése a negyedik hónapban és ehhez a további érző és motoros neuronok differenciálódása azt eredményezi, hogy a gerincvelő a nyaki  (cervicalis) és az (ágyéki) lumbalis szakaszokon megvastagszik, kialakul a nyaki és ágyéki megvastagodás (intumescentia cervicalis és az (intumescentia lumbalis).

## Az  agy fejlődése
Amikor a velőcső bezáródott, a három elsődleges agyhólyag – az előagyhólyag, a középagyhólyag, és az utóagyhólyag – befejezi a fejlődését. Az előagyhólyagból alakul ki az előagy (prosencephalon), a középagyhólyagból képződik a középagy (mesencephalon), és az utóagy hólyagból jön létre az utóagy (rhombencephalon). Az ötödik hétre az előagy- és utóagyhólyagok két másodlagos hólyagra oszlanak. Az előagyhólyag képezi (1) a végagyat (telencephalon), a kezdetleges agyfélteke telepekkel, és (2) a köztiagyat (diencephalon), amelyen kifejlődnek a szemserlegek. Az utóagyhólyagból alakul ki (1) az utóagy felső része (metencephalon), a későbbi híd (pons) és kisagy (cerebellum) telepe, és az utóagy alsó része (myelencephalon), amelyből a nyúltvelő (medulla oblongata). A kamrarendszer alapjai ezzel kialakultak. Mindkét agyfélteke ürege az oldalkamrák (ventriculus lateralis). A köztiagy ürege a harmadik agykamra (ventriculus tertius). A középagy állományának növekedésével a középagy hólyag ürege beszűkül és az (aqueductus cerebrit; Sylvius-féle csatornát) képezi. Az utóagyhólyag ürege a negyedik agykamrát (ventriculus quartus) alkotja, amely folytatólagosan összefügg a gerincvelő központi csatornájával (canalis centrális). Az oldalkamrák a harmadik agykamrával a Monro-féle kamraközti nyílásokon keresztül közlekedik. A kamrarendszert és a gerincvelő központi csatornáját ependyma béleli, és liquor cerebrospinalis tölti ki. (A legkorábbi fejlődési stádiumokban a kamrarendszert kitöltő agy-gerincvelői folyadék még nincs közvetlen kapcsolatban a pókhálóhátya alatti (subarachnoidealis) térben lévő folyadékkal.) A fejlődés korai szakaszában az ébrény (embryo) még lapos képződmény (embriópajzs), és a velőcső egyenes. Később a tarkóhajlat és a farki hajlat kialakulásával a velőcső is görbültté válik.

## Nyúltvelő (medulla oblongata; myelencephalon)
Az utóagy hólyag falai kezdetben, a velőcsőben látható jellegzetes elrendezést mutatják, egy elülső megvastagodással, a bazális lemezzel, és egy hátsó megvastagodással, az aláris lemezzel, amelyeket egymástól a határbarázda (sulcus limitans) választ el. A fejlődés előrehaladtával az oldalsó falak  oldalirányba mozognak (mint egy szétnyíló markolókanál) a felsőbb szinteken a kitáguló negyedik agykamránál. Ennek eredményeként az aláris lemezek oldalra kerülnek a bazális lemezektől. A bazális lemez neuronjai alkotják a [IX.], [X.], [XI.] és [XII.] agyidegek motoros magjait, amelyek a negyedik agykamra aljzatában, a rombuszárokban (fossa rhomboidea) helyezkednek el a határbarázdától beljebb (medialisan). Az aláris lemez neuronjai adják az [V.], [VIII.], [IX.] és [X.] agyidegek érző magjait és két kidomborodás, a tuberculum gracile és a tuberculum cuneatum magjait. Az aláris lemez más sejtjei hasi-oldalsó (ventrolateralis) irányba vándorolnak és az olajka magvait (nuclei olivares) képezik. A tetőlemez szétfeszül egy vékony ependymális szövetréteggé. A tetőlemez külső felszínével érintkező érdús (vascularis) mezenchyma képezi a pia matert, és a két réteg együtt alkotja a tela choroideát.  A tela choroidea érgomolyagai benyomulnak a negyedik agykamrába és az érfonatot (plexus choroideus) képezik. A negyedik és az ötödik hónap között a tetőlemez helyenként felszívódik, így alakul ki a kétoldali páros (apertura lateralis ventriculi quarti; foramina Luschka), és a középső páratlan kamranyílás (apertura mediana ventriculi quarti; foramen Magendie). Ezek a fontos nyílások teszik lehetővé, hogy az agykamrákban termelődő agy-gerincvelői folyadék kijuthasson a subarachnoidealis térbe.

## A híd (pons; pars ventralis metencephali)
A híd (pons) a metencephalon elülső részéből alakul ki, de sejteket kap a myelencephalon aláris részéből is. A bazális lemez neuronjai alkotják az [V.], [VI.], és [VII.] agyidegek mozgató magjait. Az alaris lemezek neuronjai képezik az [V.] agyideg fő érző magját, a [VII.] agyideg érző magját, és a [VIII.] agyideg vestibularis és cochlearis magjait; szintén ezek alkotják a híd magvait (nuclei pontis).

## A kisagy (cerebellum; pars posterior metencephali)
A kisagy (cerebellum) a metencephalon aláris lemezének hátsó részéből képződik.
A tizenkettedik héten egy kis középső rész, a féreg (vermis), és két oldalsó rész, a kisagyi féltekék (hemispherium cerebelli), felismerhetők. Körülbelül a negyedik hónap végén hasadékok jelennek meg a kisagy felszínén, és a felnőtt kisagyra jellemző lemezek (folium) fokozatosan kifejlődnek. A mátrix sejtjeiből származó neuroblasztok a kisagy felszíne felé vándorolnak és egy részük neuront képez, amelyek a kisagy kérgét (cortex cerebelli) hozzák létre. Más neuroblasztok a kamrai felszín közelében maradnak és kisagyi magokká differenciálódnak. Majd a további fejlődéssel a neuronok axonjai kinőnek a mesencephalon felé és létrehozzák a két felső kisagykart (pedunculus cerebelli superior). Később a fibrae pontocerebellares és a fibrae corticopontinae axonjainak növekedése összeköti az agykérget (cortex cerebri) a kisaggyal, és ezzel kialakul a két középső kisagykar (pedunculus cerebellaris medius). Az alsó kisagykarok (pedunculus cerebellaris inferior) nagyrészt a gerincvelőből, a vestibularis magvakból, és az olajka magvakból kinövő érző axonokból jön létre.

## A középagy (mesencephalon)
A középagy (mesencephalon) a középagyhólyagból fejlődik, amelynek az ürege igen szűk marad,  az a Sylvius-féle csatornát(aqueductus cerebri) alkotja. A határbarázda (sulcus limitans) mindkét oldalon elválasztja az aláris lemezt a bazális lemeztől, mint ahogy az a fejlődő gerincvelőnél is látható. A bazális lemez azokká a neuronokká differenciálódik, amelyek a [III.] és a [IV.] agyidegek magjait, és valószínűleg a vörös magot (nucleus ruber), a  sötéten pigmentált állományt (substantia nigra),  és a hálózatos állományt formatio reticularis alkotják. A további fejlődés során a [IV.] agyideg rostjai kilépnek a középagy hátsó felszínén, és teljesen átkereszteződnek a középsíkon a felső velőlemez (velum medullare superius) állományában. A [III.] agyideg rostjai az elülső felszínen, a két agykocsány közötti árokban (fossa interpeduncularis) lépnek ki.

## A köztiagy(diencephalon)további alakulása
A köztiagy (diencephalon) ürege képezi a harmadik agykamra nagyobbik részét. Tetején egy kis kitüremkedés van közvetlenül a középagy előtt, ebből képződik a tobozmirigy (glandula pinealis). A tető többi része a harmadik agykamra érfonatát (plexus choroideus ventriculi tertii) képezi. A harmadik agykamra oldalfalán a talamusz jelenik meg, mint az aláris lemez megvastagodása mindkét oldalon. A talamuszok növekedésének folytatódásával a kamra ürege beszűkül. Az aláris lemez alsó részéből mindkét oldalon számos hipotalamusz mag (nuclei hypothalami) differenciálódik. Ezek közül egy feltűnővé válik a hipothalamusz alsó felszínén, és lekerekedett kidomborodásként jelentkezik a középsík mindkét oldalán, ez az emlőstest (corpus mammillare). A tölcsér (infundibulum) a köztiagy aljzatának kitüremkedéseként fejlődik és ebből alakul ki a (hypophysis nyele és idegi része (pars nervosa; neurohypophysis).

## A végagy (telencephalon) további alakulása
A végagy (telencephalon) képezi a harmadik agykamra elülső végét, míg kétoldali kitüremkedéseiből az agyféltekék jönnek létre.

## Az agyféltekék (hemispheria cerebri)
Az agyféltekék kialakulása a fejlődés ötödik hetének elején kezdődik. Ahogy felfelé növekednek, falaik megvastagodnak, és a  Monro-nyílások (foramen interventriculare) mérete csökken. A mesenchyma a két agyfélteke között tömörül és a nagy agysarlót (falx cerebri) képezi. Ahogy a fejlődés előrehalad, az agyféltekék gyorsan növekednek és kiterjednek, először előrefelé a homloklebenyek (lobus frontalis) kialakítására, azután oldalirányba a fali lebenyek (lobus parietelis) képzésére, végül hátrafelé és lefelé a nyakszirti (lobus occipitalis) és a halántéki lebenyek (lobus temporalis) létrehozására. A nagymértékű terjedelemnövekedés következtében az agyféltekék elfedik a középagyat és az utóagyat. Az agyféltekék belső (medialis) fala vékony marad, és ependyma sejtek alkotják. Ezen a területen az erezett mezoderma betüremkedik, így alakul ki az oldalkamrák érfonata (plexus choroideus ventriculi lateralis). Az agyfélteke nyakszirti lebenyét (lobus occipitalis) a kisagytól (cerebellum) magzati kötőszövet (mesenchyma) választja el, ami összetömörülve a kisagysátrat (tentorium cerebelli) hozza létre. Eközben az előagy hólyag aljzatát bélelő sejtek proliferálnak, és nagyszámú neuroblasztot képeznek. Ezek együttesen egy nyúlványt alkotnak, amely benyomul az oldalkamra üregébe és a csíkolt testet (corpus striatum) alakítja ki . Később ez két részre differenciálódik: (1) a belső-hátsó (dorsomedialis) része lesz a farkas mag (nucleus caudatus), és (2) a  belső-elülső (ventromedialis) pedig a lencsemag (nucleus lentiformis).  Ahogy a féltekék növekszenek a farkas mag (nucleus caudatus) és talamusz között szoros érintkezés alakul ki.  Egy további hosszanti megvastagodás jelenik meg az előagy hólyag falában, és a megvastagodás benyomul az oldalkamrába és egy belső tekervényt (hippocampus) hoz létre. Miközben ezek a különböző szürkeállomány csoportok fejlődnek az agyféltekékben, a központi idegrendszer különböző részein az érő neuronok axonokat küldenek a differenciálódó kéreghez, vagy éppen abból kiindulva. Ezek az axonok alkotják a nagy felszálló és leszálló pályákat, amelyek arra kényszerülnek, hogy áthaladjanak a belső (medialis) helyzetű talamusz és farkas mag (nucleus caudatus), és az oldalsó (lateralis) helyzetű lencsemag (nucleus lentiformis) által határolt területen. A felszálló és leszálló pályáknak ez a tömött kötege a belső tok (capsula interna). (A külső tok (capsula externa) néhány kérgi projekciós rostból áll, amelyek a lencsemag külső oldalán haladnak el.)

## Az agykéreg (cortex cerebri)
Mindkét agyfélteke gyorsan növekszik, a tekervények (gyrus), amelyeket hasadékok (fissura) vagy barázdák (sulcus) választanak el egymástól, jól láthatókká válnak a felszínükön. A lencsemagot (nucleus lentiformis) borító kéregrész rögzített terület marad, ez a sziget (insula). Később ez a terület az oldalbarázda (hasadék) (sulcus (fossa) lateralis) mélyére kerül, mivel a jobban növekvő szomszédos halántéki (temporalis), fali (parietalis), és homloki (frontalis) lebenyek befedik. Az agyféltekék üregét bélelő matrix sejtek nagy számban képeznek neuroblasztokat és neuroglia sejteket, amelyek kivándorolnak a széli (marginalis) zónába. A visszamaradó matrix sejtek végül azokat az ependyma sejteket képezik, amelyek az oldalkamrákat bélelik. A tizenkettedik héten a kéreg (cortex) sejtekben igen gazdaggá válik a nagyszámú neuroblaszt bevándorlása miatt. A megfelelő időben a neuroblasztok differenciálódnak és rétegződött megjelenést mutatnak a belépő és kilépő rostok jelenlétének eredményeként. A kéreg különböző területein hamarosan jellegzetes (specifikus) sejttípusok jelennek meg; így a motoros kéreg nagyszámú piramis alakú (pyramidalis) sejtet tartalmaz, míg az érző kérgi mezőket főleg a szemcseszerű (granularis) sejtek jellemzik.

## A két oldal összeköttetései (commissurae)
A véglemez (lamina terminalis), amely az elülső vége a velőcsőnek, hidat alkot a két agyfélteke között, és lehetővé teszi, hogy idegrostok jussanak át az egyik agyféltekéből a másikba.  Az elülső összeköttetés (commissura anterior) fejlődik ki elsőként az kétoldali összeköttetések közül. A lamina terminalisban fut, és az egyik oldali szaglóhagymát (bulbus olfactorius) és a halántéki (temporalis) lebeny kérgét köti össze az ellenoldali félteke azonos részeivel. A másodikként kifejlődő összeköttetés a boltozat (fornix), amely a féltekék hippocampusait köti össze.  A kérgestest corpus callosum, a legnagyobb és legfontosabb összeköttetés, harmadikként fejlődik ki. Első rostjai a kétoldali homloki lebenyeket kötik össze, később a fali lebenyeket. Ahogy a corpus callosum mérete növekszik a rostok mind nagyobb száma miatt, hátrahajlik a fejlődő harmadik agykamra teteje felett. A lamina terminalis maradványa, amely a kérges test és a boltozat között található, kifeszülve egy vékony sövényt képez, ez a (septum pellucidum). A látóidegkereszteződés (chiasma opticum) a terminális lemez alsó részében képződik; a retina belső (medialis) feléből származó rostokat tartalmazza, amelyek átkereszteződnek a középsíkon és az ellenoldali látóköteghez (tractus opticushoz) csatlakoznak.

## Myelinizáció a központi idegrendszerben
A központi idegrendszerben a velőshüvelyeket (myelinhüvelyeket) a neuroglia oligodendrocyta sejtjei képezik és tartják fent. A myelinizáció a gerincvelőben a nyaki szakaszon kezdődik, és innen a folyamat caudalis irányba folytatódik. A myelinizáció folyamata a gerincvelőben megközelítőleg a negyedik hónapban kezdődik, és először az érző rostokat érinti. A legkésőbb a leszálló motoros rostokra kerül sor. Az agyban a myelinizáció a magzati életnek körülbelül a hatodik hónapjában kezdődik, de a törzsdúcok rostjaira korlátozódik. Később a gerincvelőből felszálló rostok myelinizálódnak, de a folyamat lassan halad, így a születéskor az agy jelentős része még myelinizálatlan. Újszülöttben még nagyon kevés az agyi funkció; a motoros működések, mint a légzés, a szopás, a nyelés alapvetően reflexek. Születés után a corticobulbaris, a corticospinalis, a tectospinalis, és a corticopontocerebellaris rostok myelinizálódni kezdenek. Ez a myelinizációs folyamat nem véletlenszerűen játszódik le, hanem időben rendszerezetten, a különböző idegrostokon meghatározott, specifikus időben következik be. A corticospinalis (pyramispálya) rostok például, a születés után hat hónappal kezdenek myelinizálódni, és a folyamat a második életév végére válik közel teljessé. Feltételezhető, hogy bizonyos idegrostok a gerincvelőben és az agyban a pubertásig nem fejezik be a myelinizálódást.